# Ruskis
Ruskis är en sumpmark i Finland. Den ligger i Borgå i landskapet Nyland, i den södra delen av landet, 50 km nordost om huvudstaden Helsingfors.